# 热狗车

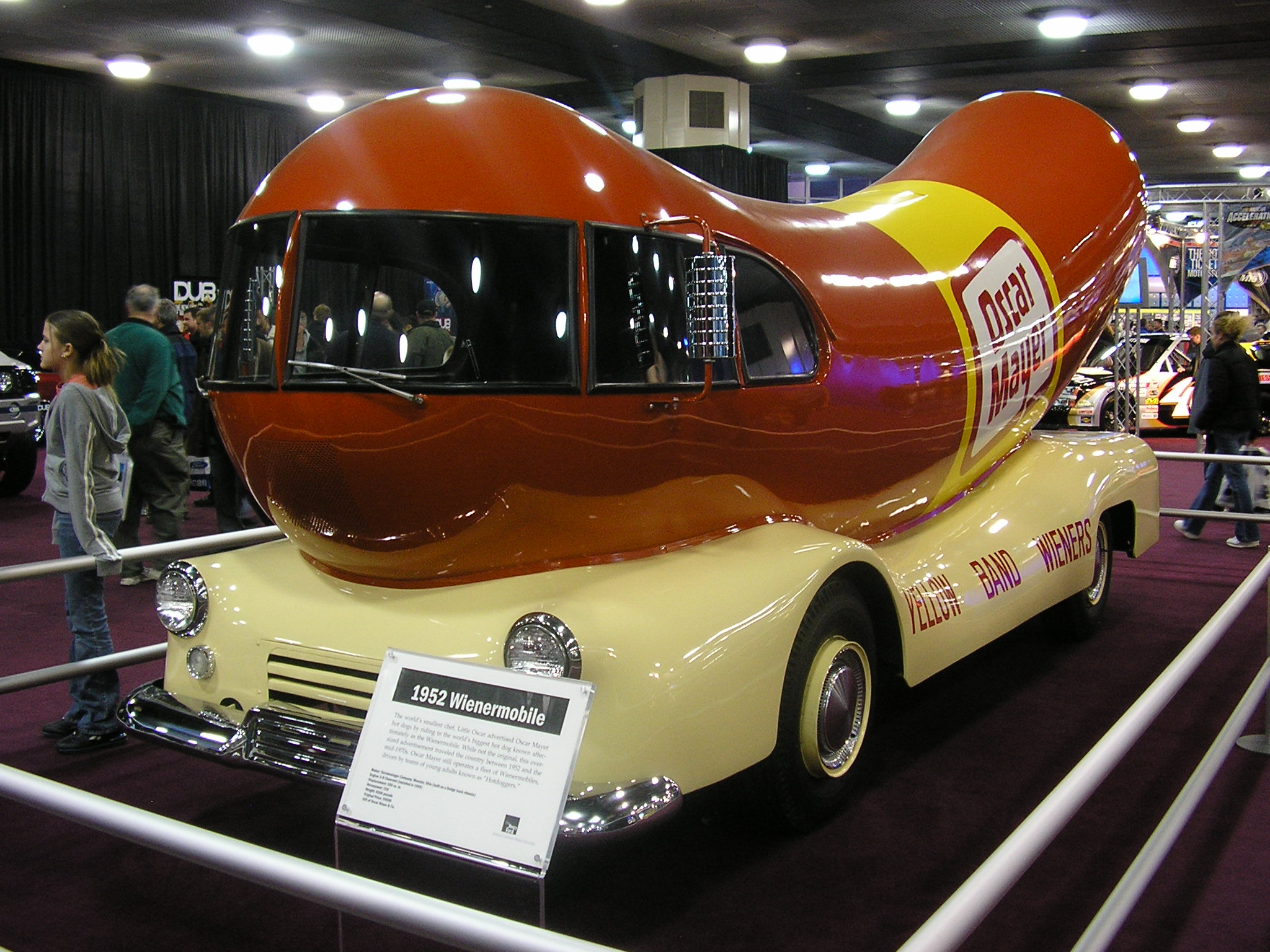
2005年北美国际车展上展出的1952年款奥斯卡·迈耶热狗车

热狗车（英語：Wienermobile）是美国奥斯卡·迈耶肉制品公司用于广告宣传的一系列形似热狗的汽车。1936年，奥斯卡·迈耶的侄子卡尔·迈耶（Carl G. Mayer）主持生产了第一款热狗车。此后热狗车历经数次更新换代，直至今日仍为奥斯卡·迈耶公司所用。热狗车的驾驶员被称为“热狗人”（Hotdogger），他们常会派发被称为“热狗口哨”（Wienerwhistle）的热狗车型玩具口哨。